# Helmut Härtig
Helmut Härtig (* 24. März 1902 in Pirna; † 10. November 1997 in Kassel) war ein deutscher Bergbauwissenschaftler.

## Leben
Härtig legte 1921 in Pirna das Abitur ab. Im gleichen Jahr ging er zum Studium an die Bergakademie Freiberg, wo er zwei Diplome erwarb: als Markscheider (1924) und als Bergingenieur (1925). Ein Semester Geophysik studierte er (1924/25) an der Albert-Ludwigs-Universität Freiburg.
Nach seinem Studium arbeitete er in verschiedenen Tagebauunternehmen. Im Jahr 1930 promovierte er an der Bergakademie Clausthal. Zum 1. Mai 1933 trat er der NSDAP bei (Mitgliedsnummer 3.517.896).
1953 wurde er Professor für Tagebaukunde und erster Direktor des Institutes für Tagebaukunde der Bergakademie Freiberg. Er war 1955 Mitbegründer der Brennstofftechnischen Gesellschaft in der DDR und 1956 Mitbegründer des Deutschen Brennstoffinstitutes.
Von 1957 bis 1959 war Helmut Härtig Rektor der Bergakademie. 1961 wurde er Korrespondierendes und 1964 Ordentliches Mitglied der Deutschen Akademie der Wissenschaften. 1967 trat er in den Ruhestand.

## Schriften (Auswahl)
- Die Wirtschaftlichkeit der Kohlenförderarten im Braunkohlen-Tagebau. Bergakademie Clausthal, Diss., 1930.
- Berechnungsgrundlagen für den Braunkohlentagebau. Deutscher Verlag für Grundstoffindustrie Leipzig, 1962.
- Grundlagen für die Berechnung von Braunkohlentagebauen. Deutscher Verlag für Grundstoffindustrie Leipzig, 1966.

## Ehrungen (Auswahl)

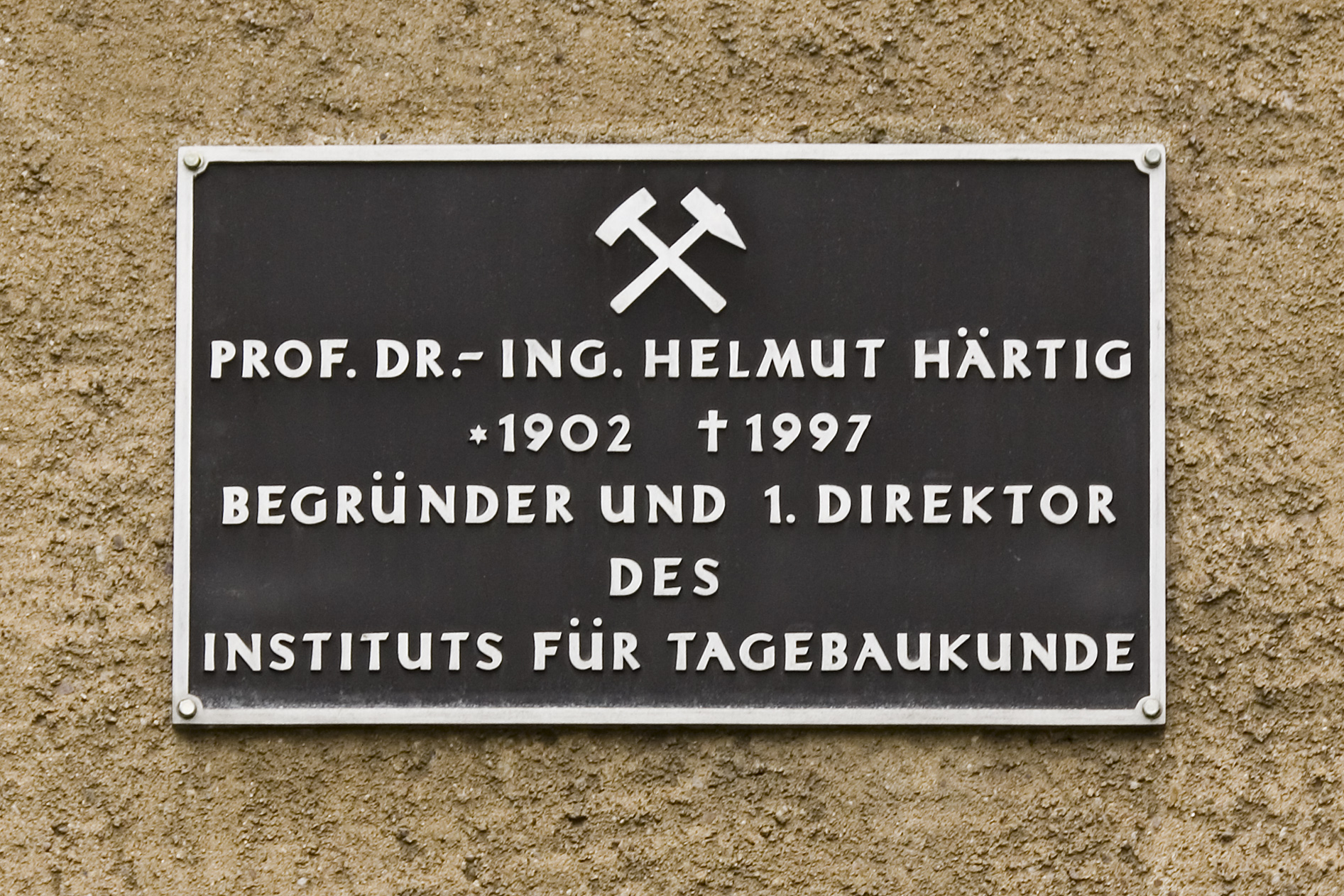
Gedenktafel in Freiberg

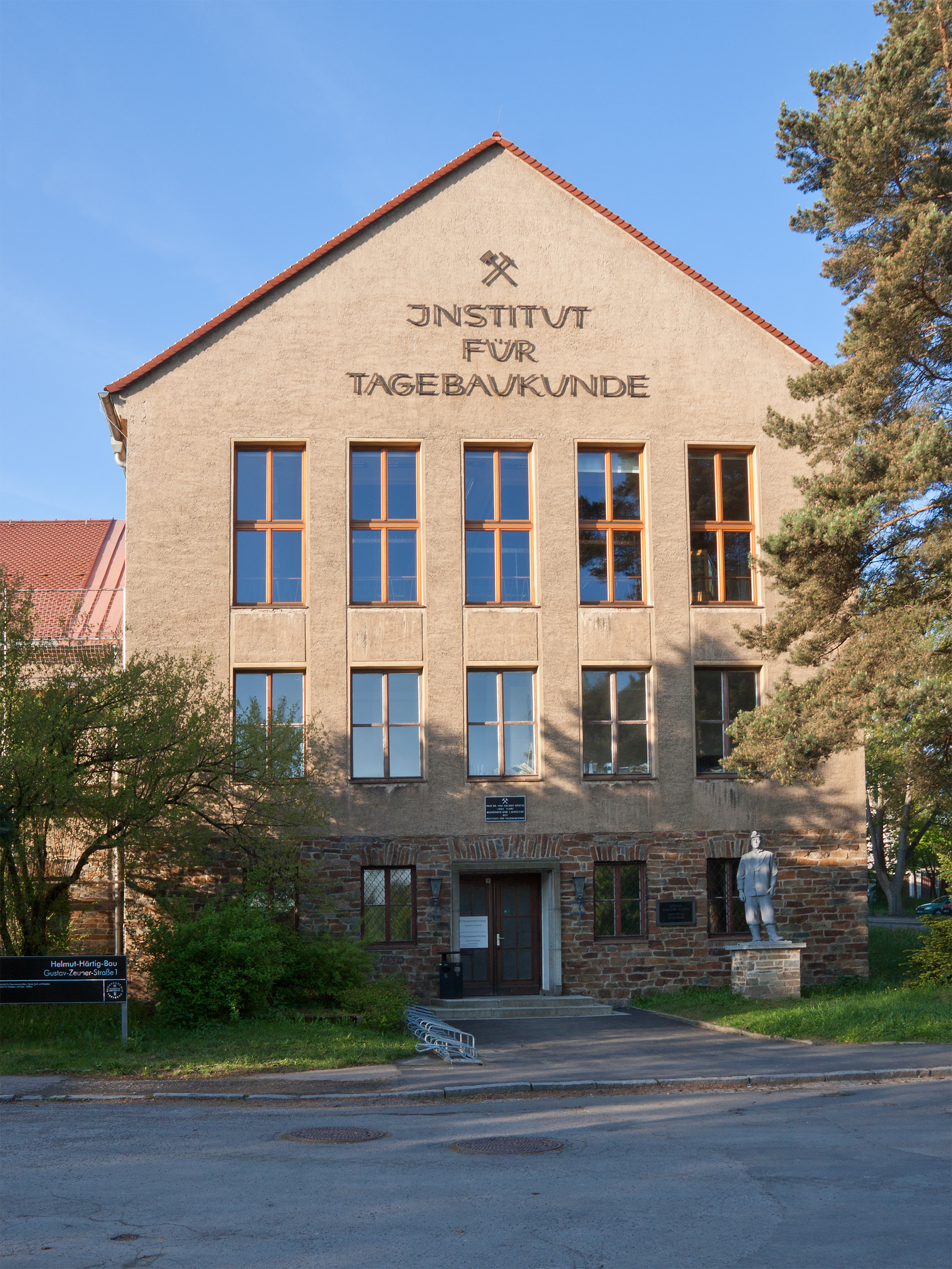
Helmut-Härtig-Bau

- Vaterländischer Verdienstorden der DDR in Bronze (1956) und Silber (1959)
- Verdienter Bergmann der DDR (1954)
- Ehrensenator der Bergakademie Freiberg (1973)
- Verdienstmedaille der Kohlenindustrie der DDR in Gold (1973)
- Ehrenbürger der Stadt Freiberg (1979)
- Gedenktafel am nach ihm benannten Helmut-Härtig-Bau (Institut für Tagebaukunde, Freiberg, Gustav-Zeuner-Str. 1)